# آروهد هایلندز (کالیفرنیا)
آروهد هایلندز (به انگلیسی: Arrowhead Highlands) یک منطقهٔ مسکونی در ایالات متحده آمریکا است که در کالیفرنیا واقع شده‌است. آروهد هایلندز ۱٬۵۱۵ متر بالاتر از سطح دریا قرار دارد.